# 若宮八幡宮社

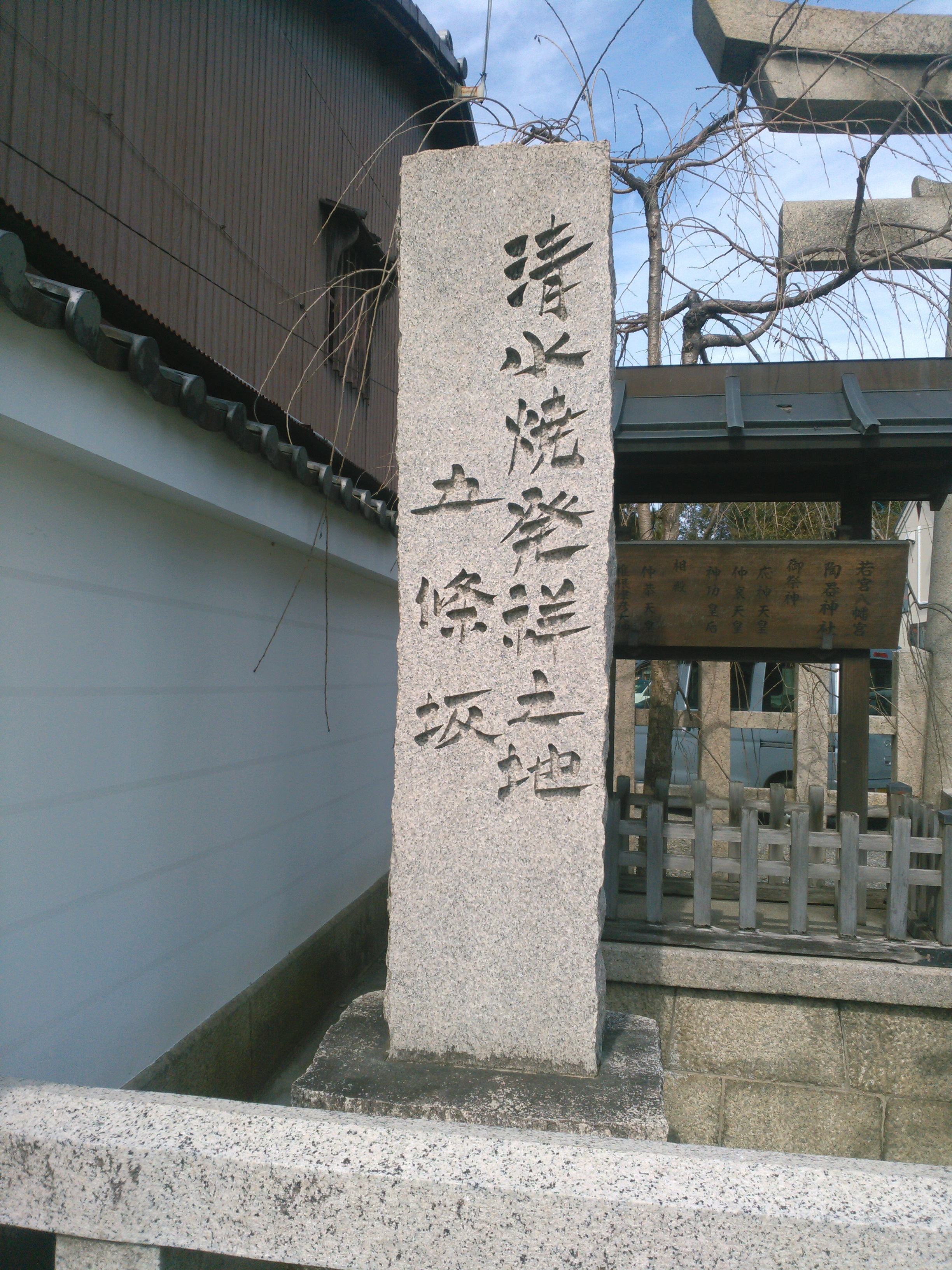
清水焼発祥之地 石碑

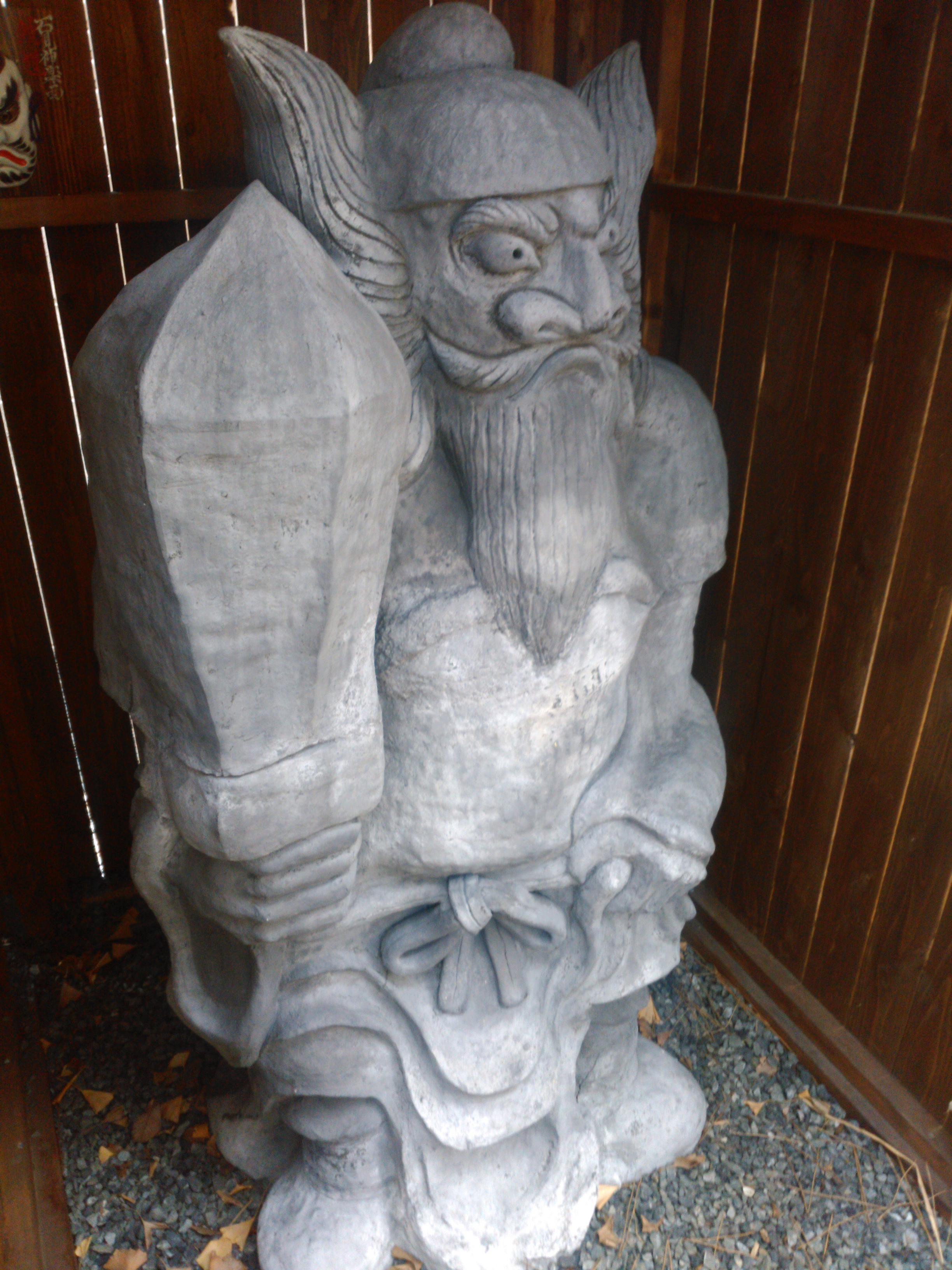
鍾馗神社 鍾馗像

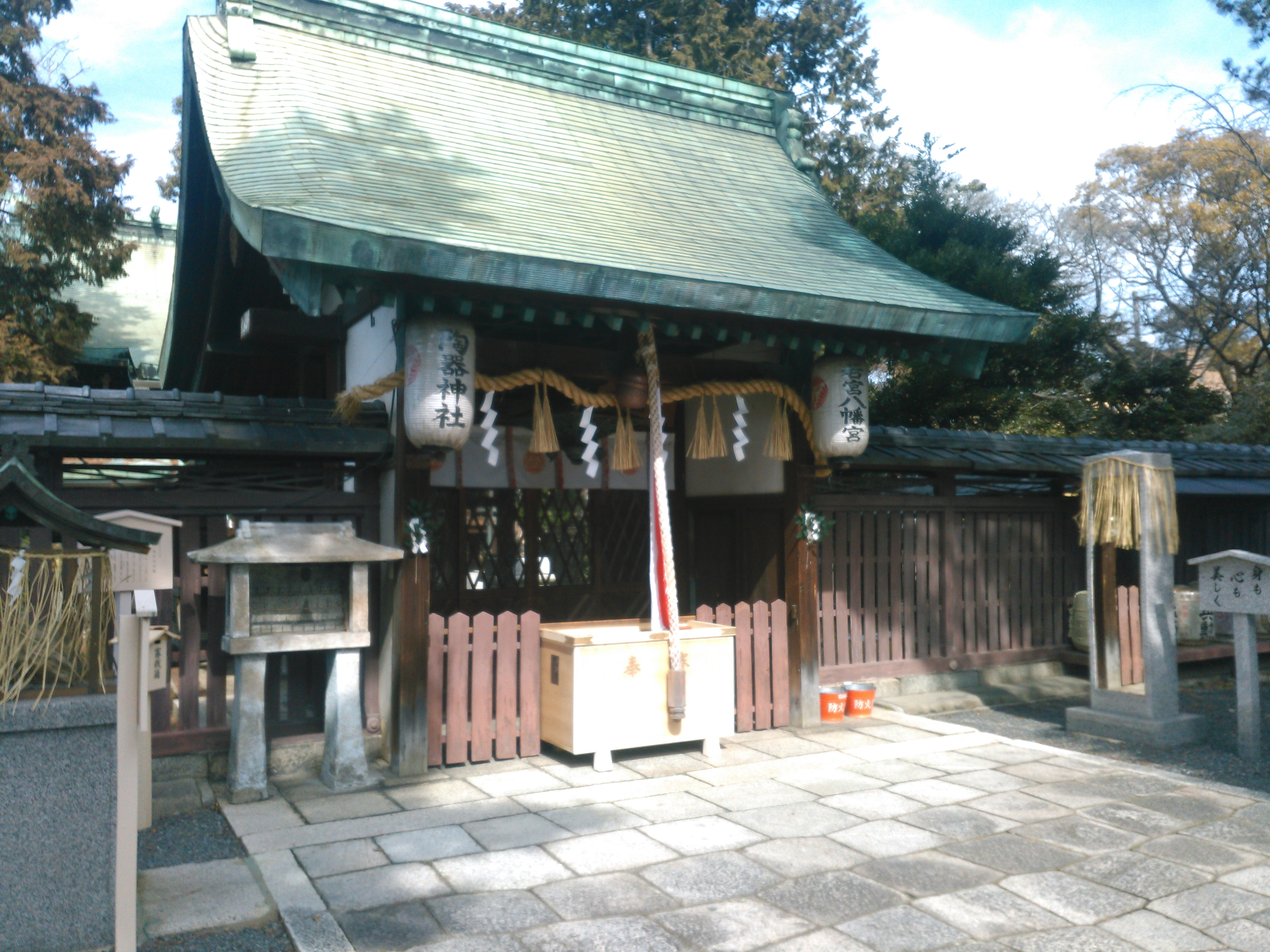
本殿

若宮八幡宮社（わかみやはちまんぐうしゃ）は、京都市東山区にある神社。陶器神社とも呼ばれる。旧社格は郷社。

## 歴史
天喜元年（1053年）、仏説による末法末世の世の1年目にあたることから、後冷泉天皇の勅願により源頼義が左女牛（さめがい）西洞院にあった自邸内の坤の隅に石清水八幡宮の若宮（新宮）を造営した。これが当社の始まりである。左女牛八幡宮と称され、また左女牛通の北を六条大路が走り、頼義邸はその間に位置したために六条左女牛若宮や六条八幡宮とも称された。
毎年8月に放生会を行う例とされたが、その後保延6年（1140年）1月に石清水八幡宮が火災によって社殿焼失に遭った際には左女牛の若宮に遷座したとの夢告ありと、京中の道俗男女の参詣が盛んとなったという。爾来源氏の氏神として同氏からの崇敬を受け、源頼朝は大江広元の弟の季厳阿闍梨を別当職に任じ、文治元年（1186年）12月には土佐国吾川郡の地を寄進している。翌年鎌倉幕府によって大規模な社殿の造営を行い、8月に遷宮している。
頼朝は建久元年（1190年）と建久6年（1195年）に上洛した際、石清水八幡宮と当社の2社しか社参を行わなかった。以後鎌倉時代を通して将軍家代々の社参が恒例とされたり、武家尊崇の大社として地方からも篤い崇敬を受けた。
承元2年（1208年）4月、付近一帯の大規模な火災によって焼失するが、翌承元3年（1209年）12月に再建が完了し遷宮した。嘉禎元年（1235年）12月には将軍藤原頼経の病気平癒の祈祷の使者が執権北条泰時より遣わされている。
文永11年（1274年）に再び焼失するが、翌建治元年（1275年）、鎌倉に「造営用途支配状」（幕府に対する造営費用：6,734貫文）が届けられている。
室町時代になっても足利尊氏は7種の神宝や社領知行安堵状、義政は51ヶ所の地所を奉納したり、足利将軍家から三条坊門の御所八幡宮と並んで代々の社参が行われるなど石清水八幡宮に次ぐ室町幕府の宗祀と崇められ、その結構は京中では祇園社、北野社に次ぐ規模であった。しかし、応仁の乱の兵火に罹って社殿を焼失するなどし、幕府の権勢が弱まるのに合わせて衰微し、荒廃してしまった。のちには足利義輝及び義昭の発起により諸国の武家に寄付を募って再建がなされたものの、昔日の規模には至らなかった。
大内義隆、毛利氏・吉川氏・小早川氏三家、細川氏、三好氏、朝倉氏、織田信長などにより神地、神馬、太刀等が奉納されている。
天正12年（1584年）、羽柴秀吉による京都改造により東山にあった御旅所に移され、旧地は本願寺（現・西本願寺）の寺域とされ、天正16年（1588年）には方広寺大仏殿（京の大仏）の北に、秀吉薨後の慶長10年（1605年）には現社地に三遷された。元和元年（1615年）、徳川家康により神領73石8斗余が寄進されている。
元和3年（1617年）に後水尾天皇の勅命で社殿が造営された。続いて、承応3年（1654年）にも後光明天皇が父後水尾上皇の考えにより現在の本殿を造営している。その後、徳川将軍家より修理・神饌用として26石余が寄進された。
1877年（明治10年）、宮内省によって伏見街道十六町（現・東山区本町十六丁目）の円丘上にあった塚本社から仲恭天皇の神霊が奉遷され、合祀された。
1949年（昭和24年）には、当社が陶器の町の五条坂の中心にあることもあり、陶祖神である椎根津彦命が合祀された。このことから当社は「陶器神社」とも呼ばれるようになり、また、1985年（昭和60年）には「清水焼発祥之地 五条坂」の記念碑が建立された。
戦後は神社本教に参加し、現在、当社にその本部が置かれている。
2013年（平成25年）12月1日には、日本初となる鍾馗を祀った神社である鍾馗神社が建立された。

## 祭神
- 主祭神 - 応神天皇、仲哀天皇、神功皇后（八幡三神）
- 相殿神 - 仲恭天皇（左相殿）、椎根津彦大神（陶祖神、右相殿）

## 祭祀
三度の移転により氏子地域を有さない神社となっている。

### 年中行事
- 1月元旦：元旦祭
- 1月3日：家運隆盛、商売繁盛祈願祭
- 1月7日：七種粥神事
- 1月15日：成人祭、新年祭
- 2月3日（又は4日）：節分祭（本社）、初午祭（末社稲荷社）
- 2月15日：初卯祭
- 3月17日 - 21日：春の感謝祭
- 4月29日：天長節祭
- 5月4日：菖蒲祭
- 6月30日：大祓式
- 8月7日 - 10日：若宮八幡宮大祭、陶器神社大祭（陶器まつり）
- 8月7日：仲恭天皇・孝明天皇祭
- 8月8日：仲哀天皇・神功皇后・応神天皇祭（若宮八幡宮例祭）
- 8月9日：陶器神社祭 - 清水焼の陶器市に併せて斎行
- 9月秋分の日：秋季祭
- 11月1日：弁財天大神火焚祭
- 11月8日：（本社）末社稲荷社火焚祭、末社秋葉神社火焚祭
- 11月15日：七五三詣
- 11月23日：新嘗祭、火焚祭
- 12月31日：大祓式、除夜祭
- 毎月1日・15日：月次祭

## 境内
- 本殿（京都市指定有形文化財） - 承応3年（1654年）再建。三間社流造。身舎正面の庇部分を前室とし、更にその前に向拝（こうはい）を付けた前室付流造という滋賀県には多いが京都では珍しい形式を持っている。屋根は当初は檜皮葺であった[11]が、現在は銅板葺。1984年（昭和59年）6月1日に京都市指定有形文化財（建造物）に指定された。
- 幣殿
- 拝殿
- 醒ケ井文庫
- 神饌所
- 神社本教本部
- 庭園
- 放生池
- 手水鉢 - 足利義満が奉納した至徳3年（1386年）銘の八角形の手水鉢。
- 孝明天皇御胞衣埋納所
- 中御門天皇皇女六宮御胞衣埋納所
- 慶光天皇（閑院宮典仁親王）皇子良宮御胞衣埋納所
- 社務所
- 清水焼発祥之地 五条坂の碑 - 1985年（昭和60年）造。

## 摂・末社
- 阿波天満宮 - 祭神：菅原道真公。創建は天喜元年（1053年）12月15日。もとは南向天満宮と呼ばれていたが、阿波国徳島城主の蜂須賀家政とその子孫が篤く信仰していたことにより、阿波天満宮と呼ばれるようになった。若宮天満宮ともいい、洛陽天満宮二十五社順拝第19番札所。
- 秋葉神社 - 祭神：火乃焼速尾命（ひのやぎはやおのみこと）
- 稲荷神社 - 祭神：宇賀御魂命
- 祖霊社

陶祖神社
- 竹生島神社 - 祭神：市杵島姫命
- 産霊神社 - 祭神：高皇産霊大神
- 蛭子社 - 祭神：蛭子之神
- 鍾馗神社 - 祭神：鍾馗。2013年（平成25年）12月1日建立。日本初となる鍾馗を祀った神社である。

## 文化財

### 京都市指定有形文化財
- 本殿 附：棟札 2枚
- 若宮八幡宮社関係資料108点 - 南北朝時代から明治にかけての資料で、中世を通じて歴代足利将軍に篤く保護されたことを証するものでもあり、特に「足利将軍参詣絵巻」は将軍の社参の絵画資料として貴重である[12]。平成16年（2004年）4月1日に京都市の文化財（美術工芸品）に指定された。

## 前後の札所
洛陽天満宮二十五社順拝
18 高台寺天満宮　-　19 若宮天満宮　-　20 紅梅天満宮